# Acmonia procris
Acmonia procris är en insektsart som beskrevs av William Lucas Distant 1887. Acmonia procris ingår i släktet Acmonia och familjen lyktstritar. Inga underarter finns listade i Catalogue of Life.